# مزرعة الاوساميات
مزرعة الاوساميات هي إحدى القرى اللبنانية من قرى قضاء صيدا في محافظة الجنوب.